# Господарица језера
Госпадарица језера (пољ. Pani Jeziora) је роман пољског књижевника Анджеја Сапковског из 1999, седми део Саге о Вешцу.

## Заплет

### Пролог
Док се Цири купа у језеру на непознатом свету, Сер Галахад (витез округлог стола из легенде о краљу Артуру) случајно набаса на њу, заменивши је за легендарну чаробницу - Госпу од језера; они се упознају и Цири му приповеда своју причу.

### У будућности
У будућности, млада чаробница, Кондвирамурс, упознаје Нимуе, Госпу од језера, како би заједно проучавале легенду о Гералту и Цири. Они то чине кроз интензивно проучавање слика које приказују ликове и догађаје из приче, о чему онда сањају. Кондвирамурс почиње да сања о догађајима по налогу Госпе од језера. Њен први сан је о Стефану Скелену, који ради за Вилгефорца, и Јенефер затвореној у тамници непознатог замка.

### У Тусену
Нови сан, овога пута о Гералтовим авантурама. Гералт ради свој посао - лови чудовишта по уговору - у војводству Тусен, док се остатак дружине одмара: Невен влада као фаворит кнегиње Ане Хенријете (коју интимно зове Ласица), Регис се дружи са локалном сукубом, Милва прихвата удварање локалног барона (одушевљеног ловца), Кахир је у центру пажње локалних дама, док Ангулема планира да отвори куплерај, пошто их у Тусену нема. Гералт коначно започиње везу са дворском чаробницом, Фрингилом Виго. Фрингила је један од чланова Ложе, групе чаробница које желе да контролишу светску политику, и задатак јој је да задржи вешца од потраге за Јенефер и Цири. Гералт на крају добија уговор да истражи и убије неколико чудовишта у напуштеном винском подруму у близини Тусена. Извршавајући задатак, он набаса на цев за прислушкивање и начује разговор Стефана Скелена и неколико Нилфгардских великаша који кују заверу против цара Емхира: узгред сазнаје где су Вилгефорц и Јенефер, као и то да је права Цири нестала. Гералт се враћа у Тусен како би окупио своју дружину и кренуо да спаси Јенефер. Невен, уживајући у друштву своје љубавнице, војвоткиње Ане Хенријете, остане у Тусену, али поклања Гералту велику своту из државне благајне.

### На свету вилењака
Цири је кроз портал у Ластавичјој кули стигла на други свет, којим владају вилењаци (познати као Аен Еле - Народ Јова), који живе у миру, осим повремених борби са једнорозима. Вилењака има две расе: високих и племенитих, који владају и баве се уметношћу и науком, и много нижих, који раде као слуге. Цири упознаје двојицу високих вилењака - краљевског чаробњака Авалакха и ратника Ередина, који је вођа коњичке јединице под називом Деарг Руадри (Црвени јахачи, који у Цирин свет долазе као утваре, познате као Дивљи лов) - и открива да су једнорози постали немирни откад је стигла у њихов свет. Цири сазнаје да мора да роди дете вилењачког краља, Оберона (који је стар преко 6 векова, веома привлачан, мудар и равнодушан), пре него што се врати кући. После неколико бесплодних ноћи (краљ је немоћан, чак и уз наркотике), Цири губи стрпљење, али је Авалакх наговара да истраје, пошто ће њено дете спасити свет, док јој Ередин прети и оставља јој бочицу моћног афродизијака.
У очајању, Цири јаше Келпи (своју врану кобилу) што је даље могуће од палате, упркос упозорењима да је магијска баријера неће пустити из града, и среће неколико једнорога, који јој прете, бојећи се њене моћи, али је поштеде, јер је спасила једнорога Ихваракваса у пустињи на свом свету. Једнорози јој саветују да побегне из овог света (користећи моћ путовања кроз време и простор, која се крије у њеним генима, а коју сви једнорози природно поседују) и открију јој како да заобиђе баријеру око града (идући реком); узгред јој откривају тајне вилењака - масовну гробницу пуну људских костију (побијене приликом доласка вилењака на овај свет) и чињеницу да су нижи вилењаци - заправо људи, које вилењаци држе у ропству. Цири се враћа у замак и затиче Оберона на самрти, након што је попио бочицу коју му је дао Ередин (отворено је за тумачење да ли је течност отров, или се краљ предозирао због старости). Цири краде чамац за себе и Келпи, што је једини начин да се прође баријера око града. Ередин је стиже и долази до борбе у чамцу, али Цири га рањава и стиже до Иквараквакса и једнорога који је чекају. Ередин и његови јахачи их убрзо стижу и нападају једнороге, али се Цири, усред битке, телепортује из тог света уз помоћ Ихваракваса.

### Разна времена и места
Бежећи од Ередина и Дивљег Лова, Цири уз помоћ Ихваракваса путује кроз различита места и времена, укључујучи и средњевековну Пољску (где среће тевтонске витезове) и Француску у доба Црне Смрти, и Нилфгард, где је оставила једну од заражених бува локалном пацову који се укрцао на брод Катриона који је полазио за Новиград на Северу: годину дана касније, страховита епидемија болести назване Бич Катрионе однела је хиљаде живота. На крају набаса на Нимуе, Госпу од језера и Кондвирамурс, које јој пожеле срећу и отварају портал на право место и у право време.

### На ратишту
За то време, инвазија Нилфгарда се наставља. Након примирја које је трајало само 13 дана после пада Едирна, прегажена је јужна Темерија до Марибора, али је напредовање Нилфгарда зауставила помоћ из Редање и Махакама. Јаре, млади писар из Мелителиног храма у Еландеру, побегао је да придружи војсци (пошто су младе свештенице већ мобилисане у санитет) и распоређен је у ЖЈП (Жалосну Јебену Пешадију), јединицу за регруте без претходног ратног искуства. На ратишту срећемо готово све јунаке из претходних књига, између осталих Јарпена Зигрина и Дениса Кранмера (који су у Добровољачкој чети Махакама) и Шани, Јолу и Марти Содергрен (које су у санитету код хобитског хирурга Растија).
Јаре (кога ће историја запамтити као пречасног Јарета Старијег од Еландера, чувеног историчара) креће у бој, док се војске Севера и Нилфгарда сударају код села Брена. Снаге Темерије и Редање (око 24.000 људи и патуљака), предвођене краљем Фолтестом и маршалима Јаном Наталисом и Бронибором, уз помоћ патуљака из Махакама и најамника из Ковира (које предводе Адју Панграт и Јулија Абатемарко), одбијају нилфгардску коњицу (око 40.000 људи и вилењака) под командом маршала Мена Коехорна. На страни Нилфгарда боре се и вилењаци-Скојатели, у саставу бригаде Врихед: њихове чете, предвођене Јевином, нападају позадину северњачке војске, и масакрирају рањенике у пољским болницама. Док Северњаци троше последњу резерву - ЖЈП, у којој је и Јаре - стиже им у помоћ коњица из Кедвена. Ово изазива панику међу Нилфгардијцима, који су брзо разбијени. Маршала Коехорна убијају патуљци у покушају бекства. Победа Северњака, названа "Чудо код Брене", преокреће ток рата: савезници убрзо потискују све нилфгардске снаге јужно од Јаруге, и склапа се мир у Цинтри.

### Замак Стига
Цири сама одлази у Вилгефорцов дворац како би спасила Јенефер, и нуди Вилгефорцу своју добровољну сарадњу у замену за Јенеферину слободу, али чаробњак (страховито унакажен од експлозије Галебове куле) одбија нагодбу и сместа је зароби. Тренутак касније, Гералт и његова дружина нападају дворац, убијајући многе Скеленове људе пре него што Милва погине од непријатељске стреле. Гералт ослобађа Јенефер, док Регис (летећи у облику слепог миша), ослобађа Цири, која га шаље да помогне Гералту против Вилгефорца. Бонхарт напада Цири, желећи да је убије у поштеној борби; Цири бежи и сусреће Кахира, који покушава да задржи Бонхарта како би дао времена девојкама да побегну, али је лако савладан, док Ангулема умире од рана. Цири и Бонхарт се боре, али девојка побеђује користећи окружење у своју корист. Са Бонхартовог тела Цири узима три вештерска медаљона, које је Бонхарт скинуо са убијених вештаца.
У међувремену, Гералт, Регис и Јенефер нападају Вилгефорца: неустрашиви вампир је истопљен чаробњаковом ватром. Гералт и Вилгефорц се боре, али овог пута Гералт побеђује уз помоћ чаробног медаљона који му је дала Фрингила Виго у Тусену. Цири најзад проналази Гералта и Јенефер, и сви заједно крећу напоље. На путу ка дворишту, Гералт (са новим вештерским медаљоном, добијеним од Цири) и Цири убијају више Скеленових људи, али тамо затичу цара Емхира, чија војска је управо заузела дворац и заробила преживеле заверенике. Открива се да је цар Емхир заправо Дуни, Цирилин отац, који је пре петнаест година лажирао своју смрт уз Вилгефорцову помоћ, а затим освојио власт у Нилфгарду државним ударом. Испоставља се да цар чврсто верује у Итилинино пророчанство, по којем мора оженити сопствену ћерку, како би њихови потомци спасли свет у наредним генерацијама (с обзиром на Цирилине посебне способности, које се преносе генима). Након дугог разговора са Емхиром (царем), Гералт схвата да су он и Јенефер осуђени на смрт јер су сведоци будућег царевог инцеста. Емхир даје Гералту и Јенефер прилику да изврше самоубиство када буду спремни, као чин добре воље, док ће Цири бити одведена у престоницу Нилфгарда како би се удала и постала царица. Гералт, без много избора, прихвата, а Јенефер и он проводе последње тренутке у љубави, спремајући се за смрт. Када позову стражаре, коначно спремни, Цири сама улази у собу и обавештава их да су цар и његови људи отишли без речи (заправо, цар није могао да натера себе да повреди Цири, и опростио се од ње са речима: "Збогом, кћери.").

### Зериканија
На источној граници Северних Краљевина према Зериканији, срећу се три путника: Бореас Мун, бивши најамник Стефана Скелена, Сигисмунд Дајкстра, бивши шеф тајне службе и савладар Редање, и Изенгрим Фолтијарна, бивши командант Скојатела у војсци Нилфгарда. Из њиховог разговора сазнајемо о последицама рата, који је завршен миром у Цинтри, чијим је склапањем иза кулиса управљала Ложа чаробница: Нилфгард се повукао иза Јаруге, а вилењачка Дол Блатана је постала вазална кнежевина Едирна. Дајкстра је протеран из Редање, једва избегавши атентаторе, након што је неопрезно открио Филипи Ејлхарт да је открио ко стоји иза атентата на краља Визимира. Изенгрим Фолтијарна, пуковник војске Нилфгарда, једва је избегао смрт када су (по мировном уговору) сви официри Скојатела предати Северним Краљевствима да би им се судило за ратне злочине. Из одломка житија Свете Филипе сазнајемо да је и она умрла у мукама, по наређењу Визимировог сина, краља Радовида Суровог.

### Север
Цири води Гералта и Јенефер до свих места која је посетила током својих авантура, како би се осветила или захвалила свима који су јој помогли (између осталог, сахрањују Висоготу, спаљују Хувенхугелову арену, али поштеђују село Завист, зато што је сахранило погинуле Пацове).
Ложа чаробњака ускоро проналази Јенефер и Цири, и наређује им да сместа дођу у дворац Монтекалво. Јенефер, немајући избора, одлази да се сама суочи с Ложом, говорећи Гералту да ће за неколико дана морати позвати и Цири, пошто морају решити ово питање. Гералт и Цири настављају у Тусен и стижу управо на време да виде Невеново јавно погубљење.
Невен је спашен у последњем тренутку помиловањем хировите војвоткиње Ане Хенријете, која је ипак одлучила да га не погуби (касније сазнајемо да је ухваћен у прељуби, и да погубљење које су затекли Гералт и Цири није прво на које је био осуђен, имајући у виду војвоткињин детињасти карактер и честе промене мишљења). Трио одлази из Тусена у журби, бојећи се да ће се Војвоткиња опет предомислити, након чега Цири одлази у Монтекалво, док Гералт и Невен крећу у Ривију.
Цири се први пут сусреће са Ложом чаробница, које јој откривају своје планове, пошто намеравају да је удају за принца Танкреда, наследника Ковира. Такође је вероватно да ће Цири морати да му буде љубавница и да роди његово дете (чији су гени потребни за спас света), јер јој не могу гарантовати брак пошто више не поседује своје титуле (као принцеза Цинтре, пошто се цар Нилфгарда јавно оженио Лажном Цири, која је постала de jure владар Цинтре и преузела све Цирине титуле). Цири, уморна од свих планова и завера да је удају, оплоде или једноставно искористе њену утробу за "виши циљ", пристаје да размисли о томе и врати се у Ложу након што се одлучи. Затим тражи да оде са Јенефер код Гералта у Ривију, као што је планирано. Ложа гласа о томе (нерешено), а Филипа Ејлхарт даје одлучујући глас за Гералта, тврдећи да је то Цирилина судбина.

### Ривија
У Ривији, док Гералт поново среће старе пријатеље - Јарпена Зигрина и Золтана Чиваја, избија погром, у којем људи убијају припаднике нељудске расе без разлике. Гералт, бранећи своје пријатеље патуљке, улази у сукоб и убија неколико нападача, али је смртно рањен након што оклева да посече дечака наоружаног вилама. Цири, Јенефер и Трис Мериголд стижу у Ривију усред погрома, успевају да призову олују са тешким градом - распршујући побуњеничку руљу, и налазе Гералта на рубу смрти. Јенефер, уложивши сву снагу у покушај да оживи Гералта, умире. Невен, Трис и патуљци полажу њихова тела на брод, и Цири одлази са њима у језеро, које нагло заблиста и сво троје нестају. Гералт и Јенефер буде се у непознатој земљи (наговештено је да је то острво Авалон из легенди о краљу Артуру), загрљени.

### Епилог
Цири довршава своју причу Галахаду, који је пажљиво слушао све време, и саркастично каже да се прича завршава свадбом Гералта и Јенефер, на којој су били сви мртви и живи ликови Саге о Вешцу. Галахад је на крају позива на двор у Камелот, што она прихвата. Сага завршава са Цири и Галахадом који јашу једно уз друго, држећи се за руке. "А испред њих било је све".

## Ликови
- Гералт од Ривије (пољ. Geralt z Rivii) познат и као Гвинблејд (Древни говор: "Бели вук") и Касапин из Блавикена,[14] је главни јунак Саге о Вешцу. Вештац, који путује Континентом (углавном Северним краљевствима) и живи од лова на чудовишта, која муче целу земљу. Мутант, изложен мутагеним травама као дете (током процеса познатог као Кушња) обдарен натприродном снагом, брзином и оштрином чула (које појачава магичним еликсирима), дуговечношћу (имплицирано је да је старији од сто година, и не показује знаке старења) и основним познавањем магије, али је проклет стерилитетом, судбином свих мутаната. Опрезан, усамљен и ћутљив човек, ванбрачни син чаробнице која га се одрекла, одгајен на вештерској академији у Каер Морену, од старијег вешца по имену Визимир. Строго се придршава кодекса вештаца: не убија разумна бића и чува строгу неутралност у политичким сукобима.[15] Питер Апор тврди да он оличава неолиберални анти-политички дух пољске популарне културе из деведесетих.[16]

- Јенефер од Венгерберга (пољ. Yennefer z Vengerbergu) славна чаробница стара 94 године[17], са изгледом прелепе црнокосе девојке. Чланица Савета чаробњака, борила се код Содена на страни Едирна, где је ослепљена (али је излечена магијом). Поносна, независна и темпераментна жена, али дубоко заљубљена у Гералта; оптерећена немогућношћу да има децу, пошто се све полазнице школе магије у Аретузи стерилишу у детињству. У младости грбава, пореклом из полувилењачке породице.[17]

- Цирила Фиона Елен Ријанон (позната као Цири, од речи Зираел у Древном говору (што значи ластавица) пољ. Jaskolka, позната и као Лавић од Цинтре и Чедо Древне Крви, је принцеза Цинтре, кћи Павете и Дунија, и унука краљице Каланте. Усвојена кћи Гералта и Јенефер, потомак Ларе Дорен ап Шијадел, вилењачке чаробнице, и Крегана, људског чаробњака, носилац проречене Древне Крви, гена који јој даје моћ да путује кроз време и простор снагом магије.[18] Мршава плавокоса девојчица зелених очију, обучена у вештерским вештинама у Каер Морену, као и основама магије од Јенефер.
- Невен (енгл. Dandelion, пољ. Jaskier) правим именом гроф Јулијан, чувени песник, бард и Гералтов пријатељ. Неке од његових најславнијих балада описују љубав Гералта и Јенефер; прве две збирке приповедака представљене су у трећој књизи као песме које Невен пева слушаоцима под светим дрветом.[19] У време саге близу четрдесете, необично висок, младолик и привлачан, понекад га замењују за вилењака. Учесник већине Гералтових авантура.

## Географија
Иако званична мапа још не постоји, на основу описа из књига, измишљени "Континент" може се грубо поделити у три дела:
- северозападни део Континента заузимају Северна Краљевстава: Редања (северозападно), Кедвен (североисточно), Темерија, Махакам, Соден и Бруга (југозападно) и Едирн, Лирија и Ривија (југоисточно); уз западну обалу леже Цидарис и Скелишка острва; северно од Редање налазе се Ковир и Повис. Граница Северних краљевстава и Нилфгарда иде реком Јаругом (која се улива у море код Цинтре): северно од Јаруге су кнежевине Бруга и Верден (вазали Темерије), а јужно од реке су Доњи Соден и Цинтра, од скора под влашћу Нилфгарда, и царске провинције Ебинг (уз обалу) и Дол Ангра (у унутрашњости), као и вазална кнежевина Тусен.[21]
- југозападни део Континента (јужно од реке Јаруге) заузима царство Нилфгард, састављено од провинција, од којих се помињу: Дол Ангра, Тусен (јужно од Јаруге), Метина, Назаир, Ебинг, Виковаро (даље на југу).[21]
- источни део Континента, где се налазе пустиња Корат, Зериканија, Хакланд и Ватрене планине, углавном је непознат.